# كأس السوبر الإفريقي 2012
كأس السوبر الأفريقي 2012 هي النسخة العشرون من كأس السوبر الأفريقي، وهي بطولة سنوية تتكون من مباراة واحدة ينظمها الاتحاد الأفريقي لكرة القدم بين الفريقين الفائزين ببطولتي الموسم الماضي دوري أبطال أفريقيا وكأس الكونفدرالية لكرة القدم.
أُجريت المباراة السبت 25 فبراير 2012 بالملعب الأوليمبى بمدينة رادس بتونس، بين الترجي الرياضي التونسي فائز دوري أبطال أفريقيا 2011 ونادي المغرب الفاسي فائز كأس الاتحاد الكونفدرالي الأفريقي لكرة القدم 2011.

## تفاصيل المباراة
| الترجي الرياضي التونسي | 1-1   | نادي المغرب الفاسي |
| ---------------------- | ----- | ------------------ |
| خليل شمام 90+10'       | تقرير | حمزة بورزوق 20'    |

## البطل
المغرب الفاسي

## وصلات خارجية
- كأس السوبر الأفريقي